# Décision exécutoire (droit français)
 (mai 2023).
Si vous disposez d'ouvrages ou d'articles de référence ou si vous connaissez des sites web de qualité traitant du thème abordé ici, merci de compléter l'article en donnant les références utiles à sa vérifiabilité et en les liant à la section « Notes et références ».
En droit français, la décision exécutoire est une décision qui modifie l'ordre juridique par rapport à ce qu'il était auparavant, en faisant naître des droits ou des obligations à un tiers, ou en usant de la contrainte sociale.
Un décret ou un arrêté, par exemple, et quel que soit leur auteur, sont des décisions exécutoires. À l'inverse, une circulaire ministérielle qui se borne à interpréter le sens d'un texte ne modifie pas l'ordre juridique, et constitue donc une décision non exécutoire.
Un jugement d'une juridiction administrative ou judiciaire est exécutoire quand elle n'est plus susceptible de recours, ou si, en cas de l’existence de recours, la juridiction a prononcé l'exécution provisoire de la décision.